# Karlskrona-Lyckå Ridklubb
Karlskrona-Lyckå Ridklubb (KLRK), är en ridklubb och en ideell förening med cirka 600 medlemmar, varav cirka 450 är aktiva medlemmar. Klubben bildades 1960 och är ansluten till Svenska Ridsportförbundet.